# 1460년

## 연호
- 명(明) 천순(天順) 4년
- 일본(日本) 조로쿠(長禄) 4년 / 간쇼(寛正) 원년
- 후 레 왕조(後黎朝) 티엔흥(天興) 2년 / 꽝투언(光順) 원년

## 기년
- 명(明) 영종 천순제(英宗 天順帝) 복위 4년
- 조선(朝鮮) 세조(世祖) 6년
- 후 레 왕조(後黎朝) 여덕후(厲德侯) 2년 / 성종(聖宗) 원년